# Champagne-sur-Vingeanne
Champagne-sur-Vingeanne es una comuna francesa situada en el departamento de Côte-d'Or, en la región de Borgoña-Franco Condado.

## Demografía
| 342 | 304 | 250 | 233 | 241 | 247 | 312 |
| Para los censos de 1962 a 1999 la población legal corresponde a la población sin duplicidades (Fuente: INSEE [Consultar]) |     |     |     |     |     |     |